# Aranha de alçapão
As aranhas-de-alçapão são espécies de aranhas que constroem longas galerias no solo, cuja abertura  tapam com folhas e fios de seda, rodeando-a ainda por fios que atuam como "sensores". Estas espécies capturam rapidamente as presas que pisem ou pousem nesses fios.
As aranhas-de-alçapão podem ser capturadas inserindo uma vareta dentro da galeria e esperando até que a mesma comece a se mexer intensamente. Em seguida, deve-se retirar a vareta rapidamente, uma vez que a aranha estará presa, agarrada à vareta com as presas. 
Uma vez fora da sua galeria, a aranha-de-alçapão comporta-se agressivamente para com tudo o que dela se aproxime, em um raio de 5 centímetros. Porém, à partida, não dirigem na direção de objetos ou criaturas que estejam fora desse perímetro, retornando para a galeria espontaneamente após alguns minutos, sem que nela toquem.